# The Roots of Guns N’ Roses
The Roots of Guns N’ Roses — сборник песен группы Hollywood Rose, изданный в 2004 году.

## Об альбоме
Альбом, спродюсированный участником Hollywood Rose Крисом Вебером, содержит пять оригинальных демо, записанные в 1984 году, пять миксов от Гилби Кларка, в своё время сменившего Иззи Стрэдлина в Guns N’ Roses и пять миксов от Фреда Коури, заменявшего Стивена Адлера на нескольких концертах. На миксах Shadow of Your Love и Reckless Life, сделанных Гилби, присутствуют гитарные партии Трэйси Ганса, первого гитариста Guns N’ Roses. Перезаписанные «Anything Goes» и «Reckless Life» выходили на альбомах Guns N’ Roses Appetite for Destruction и G N’ R Lies соответственно. Удивительно, но в качестве композиторов «Anything Goes», «Shadow of Your Love» и «Reckless Life» наряду с Акселем Роузом, Иззи Стрэдлином и Крисом Вебером указаны Слэш, Дафф МакКаган и Стивен Адлер, хотя на момент записи демо четвёрка Hollywood Rose ещё не была с ними знакома. Альбом вышел 22 июня 2004 года, 18 января 2005 года вышла японская версия, содержащая бонусный DVD.

## Список композиций

### Оригинальные демо
| №  | Название              | Автор(ы)              | Длительность |
| -- | --------------------- | --------------------- | ------------ |
| 1. | «Killing Time»        | Вебер, Роуз           | 3:39         |
| 2. | «Anything Goes»       | Роуз, Стрэдлин, Вебер | 5:07         |
| 3. | «Rocker»              | Вебер, Роуз           | 3:50         |
| 4. | «Shadow of Your Love» | Роуз, Стрэдлин        | 2:58         |
| 5. | «Reckless Life»       | Роуз, Стрэдлин        | 4:40         |

### Миксы Гилби Кларка
| №  | Название              | Длительность |
| -- | --------------------- | ------------ |
| 1. | «Killing Time»        | 3:28         |
| 2. | «Anything Goes»       | 4:55         |
| 3. | «Rocker»              | 3:35         |
| 4. | «Shadow of Your Love» | 2:47         |
| 5. | «Reckless Life»       | 4:41         |

### Миксы Фреда Коури
| №  | Название              | Длительность |
| -- | --------------------- | ------------ |
| 1. | «Killing Time»        | 3:26         |
| 2. | «Anything Goes»       | 4:31         |
| 3. | «Rocker»              | 3:32         |
| 4. | «Shadow of Your Love» | 2:58         |
| 5. | «Reckless Life»       | 4:46         |

## Участники записи
- Эксл Роуз — вокал
- Иззи Стрэдлин — ритм-гитара
- Крис Вебер — гитара
- Джонни Крайс — ударные
- Трэйси Ганс — гитара на «Shadow of Your Love» и «Reckless Life»